# A Very She & Him Christmas
A Very She & Him Christmas é um álbum de férias 2011 pela banda de folk/indie She & Him, consistindo de atriz e cantora Zooey Deschanel e o músico M. Ward. O álbum foi lançado em 24 de outubro de 2011.

## Recepção
No Metacritic, que atribui uma avaliação normalizada de 100 a opiniões dos críticos tradicionais, o álbum recebeu uma pontuação de 64, com base em 8 críticos, indicando "de modo geral favoráveis" comentários .
PopMatters deu ao álbum uma pontuação de 7/10, escrevendo que era "bela planície" e que era "uma calma, simples e fácil de ouvir a gravação para se sentar com e relaxar". Uma análise mais mista do Pitchfork mídia disse que as músicas eram "muito boas", mas que She & Him "não ousou".

## Faixas
Lista de faixas:
| N.º            | Título                                   | Compositor(es)          | Duração |  |
| 1.             | "The Christmas Waltz"                    | Sammy Cahn , Jule Styne | 2:37    |  |
| 2.             | "Christmas Day"                          | Brian Wilson            | 3:24    |  |
| 3.             | "Have Yourself a Merry Little Christmas" |                         | 3:42    |  |
| 4.             | "I'll Be Home for Christmas"             | Gannon                  | 2:26    |  |
| 5.             | "Christmas Wish"                         |                         | 2:57    |  |
| 6.             | "Sleigh Ride"                            |                         | 2:43    |  |
| 7.             | "Rockin' Around the Christmas Tree"      |                         | 2:00    |  |
| 8.             | "Silver Bells"                           |                         | 1:57    |  |
| 9.             | "Baby, It's Cold Outside"                | Frank Loesser           | 2:17    |  |
| 10.            | "Blue Christmas"                         |                         | 3:24    |  |
| 11.            | "Little Saint Nick"                      | Brian Wilson            | 2:09    |  |
| 12.            | "The Christmas Song"                     | Mel Tormé               | 2:26    |  |
| Duração total: | Duração total:                           | Duração total:          | 32:02   |  |